# Nati nel 1908/Senza giorno specificato
| Questa pagina contiene informazioni ricavate automaticamente dalle voci biografiche con l'ausilio del template Bio e di un bot. L'aggiornamento è periodico e automatico e ricostruisce completamente la pagina. Se manca una persona in questa lista, sei pregato di non aggiungerla, ma accertati piuttosto che la sua voce biografica contenga il template Bio e che i dati anagrafici siano correttamente compilati. Se il template Bio manca, inseriscilo tu stesso o, in alternativa, metti l'avviso {{tmp\|Bio}} che ne segnala la mancanza. Se i dati riportati sono sbagliati, correggi direttamente la voce biografica; le modifiche saranno visibili in questa lista entro pochi giorni. Per chiarimenti vedi il progetto biografie. La lista contiene solo le 96 persone che sono citate nell'enciclopedia e per le quali è stato implementato correttamente il template Bio. Pagina aggiornata al 2 ago 2025. |

- Francisco Aguirre, calciatore paraguaiano
- Nereo Annovi, pittore italiano († 1981)
- Gian Gualberto Archi, giurista italiano († 1997)
- Riccardo Aymonod, rugbista a 15 italiano
- Claudio Baglietto, filosofo italiano († 1940)
- Fred Alexander Barkley, botanico statunitense († 1989)
- Vessillo Bartoli, allenatore di calcio e calciatore italiano († 1981)
- Ugo Bassano, giurista e politico italiano († 1988)
- Corrado Benini, militare italiano († 1940)
- Piercarlo Beretta, imprenditore e dirigente sportivo italiano († 1984)
- Bodhchandra Singh, principe indiano († 1955)
- Alfredo Bogardo, giornalista e scrittore italiano († 1969)
- Lucien Botovasoa, insegnante malgascio († 1947)
- Ermanno Buffa di Perrero, insegnante italiano († 1982)
- Canapino, cantante, batterista e chitarrista italiano
- Franco Cappelli, attore italiano
- Fortunato Caprilli, tenore italiano († 2005)
- Luigi Carraro, imprenditore e dirigente sportivo italiano († 1967)
- Gigi Castellani, pittore italiano († 1995)
- Heinz Cattani, bobbista svizzero († 2001)
- Hédi Chaker, attivista e politico tunisino († 1953)
- Chen Ming, scrittore cinese († 1996)
- Nicola Francesco Cimmino, critico letterario italiano († 1994)
- Giovanni Colombo, pittore italiano († 1972)
- Alvaro Corghi, pittore italiano († 1998)
- Adele Cremonini Ongaro, insegnante e scrittrice italiana († 1969)
- Vito Vittorio Crocitto, pianista italiano († 1961)
- Antonio d'Emilia, giurista e islamista italiano († 1968)
- Petar Đurković, astronomo serbo († 1981)
- Anne Dyson, attrice inglese († 1996)
- Charles Burke Elbrick, diplomatico e funzionario statunitense († 1983)
- Ibrahim Farag Mohammed, militare eritreo († 1941)
- Pietro Ferraro, partigiano e imprenditore italiano († 1974)
- Angelo Fiore, scrittore italiano († 1986)
- Rodolfo Gavazzi, nobile italiano († 1995)
- Francesco Giordani, fotografo italiano († 1991)
- Natale Gruppo, calciatore italiano
- Giovanni Cesare Guidi, stilista italiano († 1995)
- Elsa Haertter, fotografa tedesca († 1995)
- Ermanno Latella, calciatore e allenatore di calcio italiano († 1991)
- Arthur Lawson, scenografo britannico († 1970)
- Giuseppe Li Bassi, militare italiano († 1941)
- Francesco Lo Bianco, militare italiano († 1941)
- Henri Luciri, cestista, allenatore di pallacanestro e arbitro di pallacanestro svizzero († 1944)
- Ignazio Lulich, calciatore italiano
- Mary Lutyens, scrittrice britannica († 1999)
- Wladimiro Malatesti, karateka italiano († 1967)
- Olivia Manning, scrittrice britannica († 1980)
- Fiore Martelli, pittore e decoratore italiano († 1934)
- Cristoforo Mercati, scrittore, pittore e poeta italiano († 1977)
- Adolfo Merella, chitarrista italiano († 1981)
- Aldo Mezzanotte, circense e attore italiano († 1926)
- Alessandro Minardi, giornalista italiano († 1988)
- Giancarlo Montani, politico e avvocato italiano († 1980)
- Hywel Murrell, psicologo britannico († 1984)
- Eduard Müller, calciatore svizzero
- Riccardo Nielsen, musicologo e compositore italiano († 1982)
- Frances Osman, attrice statunitense († 2000)
- Augusto Panighi, progettista e architetto italiano († 1979)
- Domenico Panighi, pittore italiano († 1974)
- Mario Paolucci, militare italiano († 1942)
- Enrico Parnigotto, scultore italiano († 2000)
- Mir Jalal Pashayev, scrittore azero († 1978)
- Mykola Paško, politico ucraino
- Angelo Sirio Pellegrini, pittore italiano († 1997)
- Piero Pierini, pittore italiano († 1994)
- Donatella Pinto, pittrice italiana († 1963)
- Karl Pötzinger, militare tedesco († 1944)
- Federico Righi, pittore italiano († 1986)
- Michael Roberts, storico inglese († 1997)
- Domenico Roccia, storico, antifascista e partigiano italiano († 1982)
- Luciano Rovere, nuotatore e pallanuotista argentino
- Pepita Samper, modella spagnola († 1996)
- Reginaldo Santilli, religioso, teologo e giornalista italiano († 1981)
- Angelo Saraceno, dirigente d'azienda e banchiere italiano († 1995)
- Giuseppe Scalvini, scultore italiano († 2003)
- Francesco Sciucchi, partigiano, antifascista e medico italiano († 1943)
- Antonio Servadei, entomologo italiano († 1979)
- Edward S. Shaw, economista statunitense († 1994)
- Jefferson Souza, pallanuotista brasiliano († 1992)
- Mihály Száger, calciatore e allenatore di calcio ungherese († 1990)
- Alberto Tedeschi, giornalista, editore e traduttore italiano († 1979)
- Iwao Tokito, pallanuotista giapponese
- Iōannīs Traulos, architetto, storico dell'architettura e archeologo greco († 1985)
- Slavko Tuta, economista, pubblicista e antifascista sloveno († 1980)
- Regina Twala, attivista e scrittrice swazilandese († 1968)
- Fabrizio Vassalli, ufficiale, agente segreto e partigiano italiano († 1944)
- Orlando Veronese, architetto e urbanista italiano († 1999)
- Giovanni Vincenti, militare italiano († 1943)
- Vincenzo Vitale, militare italiano († 1941)
- Ruggero Vitrani, militare italiano († 1941)
- Corinne Michelle West, pittrice statunitense († 1991)
- David Wilson, calciatore inglese († 1992)
- Alberto Ziveri, pittore italiano († 1990)
- Giorgio Zoras, filologo e bizantinista greco († 1982)
- Ginés de Albareda, poeta spagnolo († 1986)